# Zaphne digitalis
Zaphne digitalis är en tvåvingeart som beskrevs av Griffiths 1998. Zaphne digitalis ingår i släktet Zaphne och familjen blomsterflugor. Inga underarter finns listade i Catalogue of Life.